# لئو ونسان
لئو ونسان (فرانسوی: Léo Vincent‎؛ زادهٔ ۶ نوامبر ۱۹۹۵) دوچرخه‌سوار اهل فرانسه است.
از باشگاه‌هایی که در آن رکاب زده‌است می‌توان به روبه–لیل متروپول و تیم دوچرخه‌سواری اف‌دی‌جی اشاره کرد.